# Smashburger
Smashburger este un lanț de restaurante de tip fast food, cu peste 370 de unități deschise în 37 de state americane și în alte 9 țări.